# 赵修
赵修（1921年—1992年），原名赵辛酉，字克襄，直隶井陉县栾庄村人。中华人民共和国政治人物。
抗日战争期间，1942年，任中共寿阳县委书记。1948年，任中共陕南郧阳地委副书记，后改任武汉市委书记。1972年12月至1977年4月任中共湖北省委书记。1975年7月任武钢党委第二书记。1979年6月调任中华人民共和国农业部副部长，1982年2月改任中共吉林省委书记，后任吉林省省长、省人大常委会主任。

## 延伸阅读
[在维基数据编辑]
 《北史·卷092》，出自李延壽《北史》